# Air One
Air One war eine italienische Billigfluggesellschaft mit Sitz in Mailand und ein Tochterunternehmen der Compagnia Aerea Italiana. Die Gesellschaft hat zum 30. Oktober 2014 den Betrieb eingestellt.

## Geschichte

### Entwicklung bis 2008
Air One wurde 1983 in Pescara unter dem Namen Aliadriatica gegründet. Am 23. November 1995 erhielt sie ihren heutigen Namen und begann, Linienflüge zwischen Rom und Mailand anzubieten. 1996 wurden 713.000 Passagiere befördert und die Fluggesellschaft expandierte schnell. 
Von 2000 bis 2009 bestand ein Codeshare-Abkommen zwischen Air One und Lufthansa. 
2006 wurden 6,3 Millionen Passagiere transportiert, der Marktanteil in Italien belief sich auf 33 Prozent. Air One beschäftigte damals rund 2800 Mitarbeiter und erwirtschaftete einen Gewinn von rund 7 Millionen Euro bei einem Umsatz von 611,5 Millionen Euro. Zwei Jahre später begann der Langstreckenverkehr mit Linienflügen nach Boston und Chicago, zum Winter kam Miami hinzu.

### Neuausrichtung unter derCAI

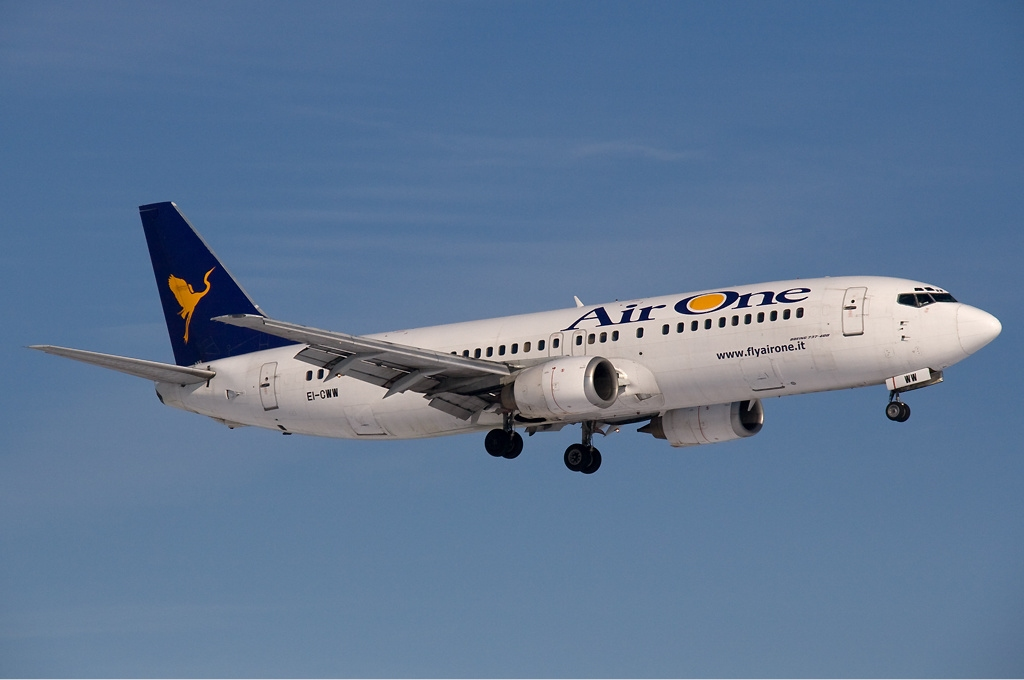
Eine Boeing 737-400 der Air One im Jahr 2010

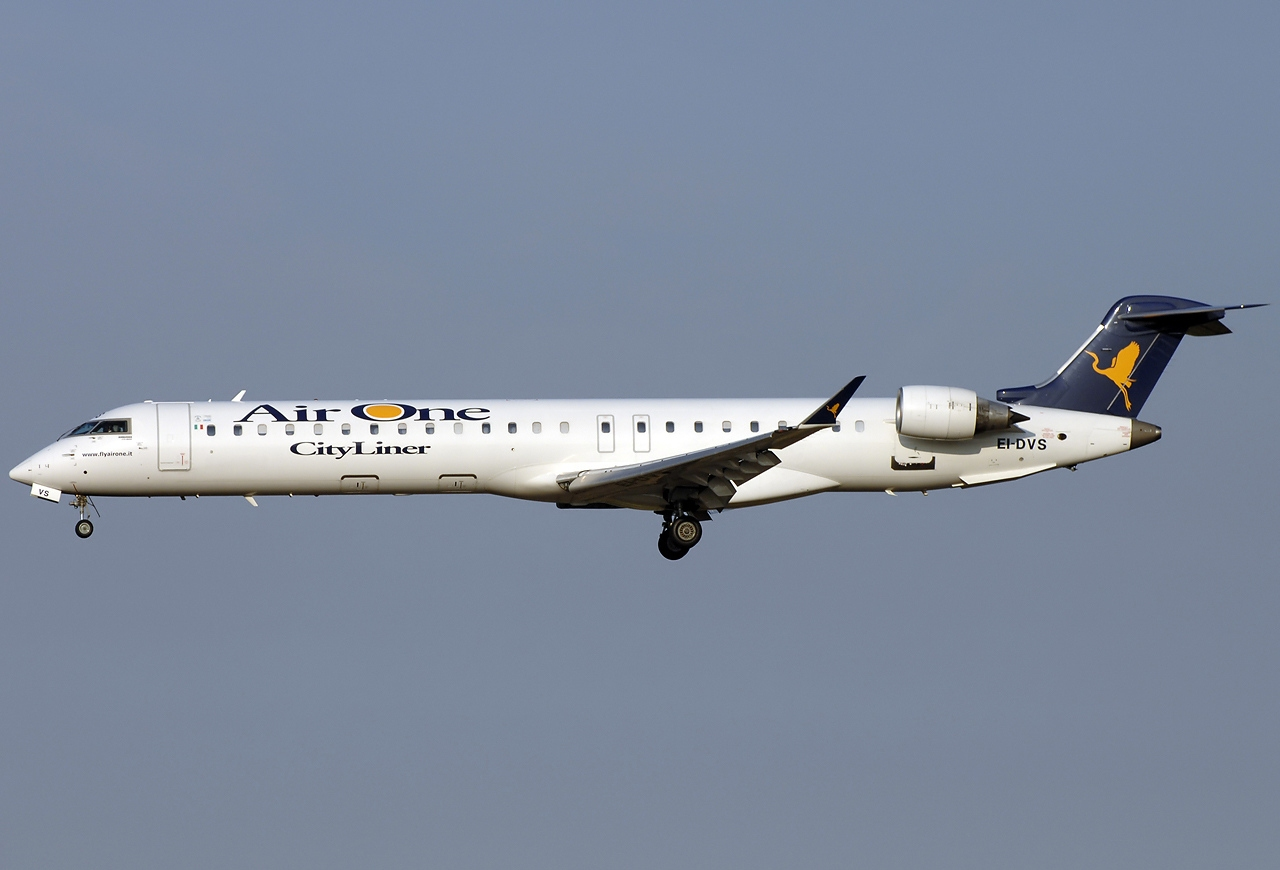
Eine Bombardier CRJ-900 der Air One, 2009

Die 2008 von der italienischen Regierung unterstützte Neugründung der insolventen Alitalia durch private Investoren führte dazu, dass die aus der „alten“ Alitalia herausgelösten Aktivitäten zusammen mit Air One von der zu diesem Zweck geschaffenen Dachgesellschaft Compagnia Aerea Italiana übernommen wurden. Air One brachte in die „neue“ Alitalia nahezu ihre gesamte Flotte ein, die zunächst in der bisherigen Bemalung der Air One aber unter Flugnummern der Alitalia im neuen gemeinsamen Streckennetz unterwegs war. Sukzessive wurden die Maschinen umlackiert oder im Falle der Boeing 737 ausgemustert.
Seit Anfang 2010 trat eine deutlich verkleinerte Air One zusätzlich wieder unter dem eigenen Namen als Tochtergesellschaft der CAI als so genannter Smart Carrier auf. Mit einer Preis- und Servicegestaltung, die sich zwischen Billig- und klassischen Fluggesellschaften orientiert wurde auf dem Flughafen Mailand-Malpensa (wo Alitalia ihr Drehkreuz geschlossen hatte) eine neue Basis für den Point-to-Point-Verkehr eröffnet und dort zunächst fünf Airbus A320-200 stationiert. Ihr größter direkter Konkurrent vor Ort war die britische Billigfluggesellschaft easyJet. Lufthansa Italia, die ebenfalls in direkter Konkurrenz zu Air One stand, stellte den Betrieb Ende Oktober 2011 ein.
Nach dem Neustart in Mailand-Malpensa eröffnete Air One im Juli 2011 eine zweite Basis in Pisa, im Mai 2012 eine weitere in  Venedig, im Oktober 2012 eine vierte in Catania.
Im August 2014 wurde bekannt, dass Air One im Herbst 2014 den Betrieb einstellen wird. Zum 30. September schlossen die Basen in Catania, Palermo und Venedig, während die verbleibenden Stationen in Mailand, Verona und Pisa zum 30. Oktober den Betrieb einstellten.

## Flugziele
Air One bediente hauptsächlich Urlaubsziele im europäischen Mittelmeerraum, darunter Ibiza und Rhodos sowie Prag und Tunis. Einige Ziele wurden auch ab Pisa und Venedig angeboten. Von Mailand aus wurde Gatwick angeflogen. Mittel- und Langstreckenflüge wurden nicht mehr durchgeführt.

## Flotte

### Flotte bei Betriebseinstellung
Mit Stand Februar 2013 bestand die Flotte der Air One aus neun Flugzeugen des Typs Airbus A320-200 mit einem Durchschnittsalter von 5 Jahren.

### Zuvor eingesetzte Flugzeuge

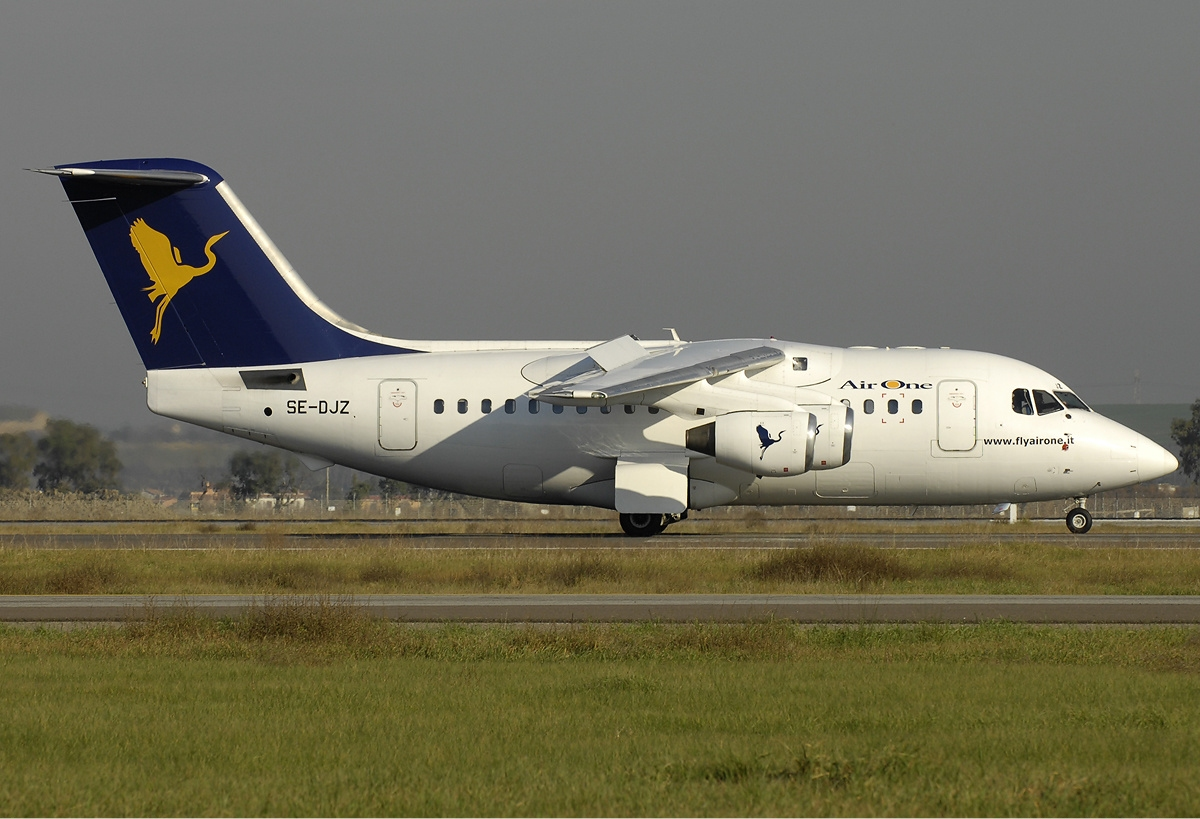
Eine Avro RJ70 der Air One, 2007

Die Flotte der ehemals eigenständigen Air One inklusive ihrer Regionaltochter Air One CityLiner bestand mit Stand November 2008 aus 53 Flugzeugen:
- 22 Airbus A320-200
- 02 Airbus A330-200
- 01 Avro RJ70 (geleast von Transwede Airways)
- 04 Boeing 737-300
- 14 Boeing 737-400
- 10 Bombardier CRJ900 (betrieben durch Air One CityLiner)

## Trivia
- Der Name der Fluggesellschaft hat neben seiner englischen auch eine italienische Bedeutung, sofern er in einem Wort geschrieben oder gelesen wird. Airone ist das italienische Wort für Reiher, der sich in stilisierter Form auf den Seitenleitwerken der Flugzeuge von Air One befindet. Auch ihr Rufzeichen HERON bedeutet Reiher.
- Die Anfang 1947 vom Aero Club Cagliari in Monserrato gegründete Fluggesellschaft Airone, die 1949 von Avio Linee Italiane übernommen wurde, ist nicht mit der heutigen Air One zu verwechseln.